# Джаред Петренко
Джаред Петренко (народився 22 грудня 1989) — колишній професійний австралійський футболіст, який грав за футбольний клуб «Аделаїда» в Австралійській футбольній лізі (AFL) з 2008 по 2014 рік.

## Кар'єра
Він грав у футбольному клубі Woodville-West Torrens Football Club у SANFL, перш ніж його задрафтували до Crows під 25-м вибором на драфті новачків 2007 року .
Після того, як наприкінці 2008 року його вилучили зі списку новачків і назвали екстреним, Петренко був піднесений до списку старших назавжди на наступний сезон і дебютував у AFL проти Коллінгвуда в 1 раунді. Протягом сезону він входив і виходив із основної команди, вражаючи своєю швидкістю та лютим відбором.
Незважаючи на те, що він виріс у Південній Австралії, Петренко був пристрасним прихильником Сент-Кілди і сподівався, що його задрафтують «Сейнтс», перш ніж його остаточно виберуть «Ворони».
Після завершення сезону AFL 2014 Петренко був виключений. 
У лютому 2015 року Петренко отримав короткостроковий контракт від Ессендона на участь у NAB Challenge 2015 як «поповнювальний» гравець через те, що 26 гравців Essendon відмовилися від участі в NAB Challenge через триваючу суперечку щодо добавок футбольного клубу Essendon. 

## Особисте життя
У 1992 році Петренко переїхав до міста Сіфорд, Південна Австралія.  Петренко виріс у Хенлі-Біч, Південна Австралія, відвідував середню школу Хенлі та виступав за футбольний клуб Сент-Кілда .
Він корінного австралійського та українського походження. Його корінні племінні предки можна простежити до Адняматханха. 
У нього є син на ім'я Себ від його довготривалих стосунків із Джессікою Довер, яку він зустрів в серії 6 ремонтного телешоу « Домашні правила». У 2021 році вони оголосили про розлучення.

## Зовнішні посилання
- Jared Petrenko's profile on the official website of the Adelaide Football Club
- Jared Petrenko's playing statistics from AFL Tables